# Jodocus-Hermann-Nünning-Preis
Mit dem Jodocus-Hermann-Nünning-Preis werden Forscher ausgezeichnet, die fachlich hervorragende Beiträge zur Landeskunde des Westmünsterlandes geleistet haben. Mit dem Preis werden in der Regel unveröffentlichte Arbeiten aus den Gebieten Archäologie, Geographie, Geschichte, Kunstgeschichte, Literatur- und Sprachwissenschaften sowie Volkskunde oder interdisziplinäre Studien ausgezeichnet. Benannt ist der Preis nach Jodocus Hermann Nünning (1675–1753), der als Scholaster des Stiftes Verden eine bedeutende Büchersammlung zusammentrug sowie mehrere geographische und geschichtliche Studien verfasste.
Der Preis ist mit 2.500 Euro dotiert und wird seit 1997 in der Regel alle drei Jahre vom Landeskundlichen Institut Westmünsterland in Zusammenarbeit mit der Sparkassenstiftung des Kreises Borken verliehen. Über die Preisverleihung entscheidet der Beirat des Landeskundlichen Institutes Westmünsterland auf Vorschlag der wissenschaftlichen Kommission des Instituts. Die ausgezeichneten Arbeiten werden nach Möglichkeit in der Schriftenreihe des Institutes veröffentlicht.
Der Jodocus-Hermann-Nünning-Preis ist eine der bedeutenden Auszeichnungen im Bereich der westfälisch-lippischen Landesgeschichte. Weitere Auszeichnungen sind der Gustav-Engel-Preis, der Otto-Weerth-Preis, der Ignaz-Theodor-Liborius-Meyer-Preis, der Karl-Zuhorn-Preis, der Geschichtspreis des Mindener Geschichtsvereins und der Friedrich-Brinkmann-Archäologiepreis.

## Preisträger
- 1997: Josef Barnekamp (Magisterarbeit über die Ausbreitung des Nationalsozialismus im Kreis Borken) und Erhard Mietzner (Dissertation über die Flurnamen der Gemeinde Südlohn)
- 2000: Peter Theißen (Dissertation über Mühlen und Müller im Münsterland)
- 2003: Hendrik Schulze Ameling (Magisterarbeit über Schützenvereine im westlichen Münsterland 1933–1939)
- 2006: Volker Tschuschke (Dissertation über die Edelherren von Ahaus)
- 2010: Michael Schneider (Magisterarbeit über die frühmittelalterlichen Siedlungen von Borken-Südwest)
- 2013: Katja Rösler (Magisterarbeit über die Sammel-Molkerei in Billerbeck)[1]